# Naturschutzgebiet Steinberg / Im Hagen

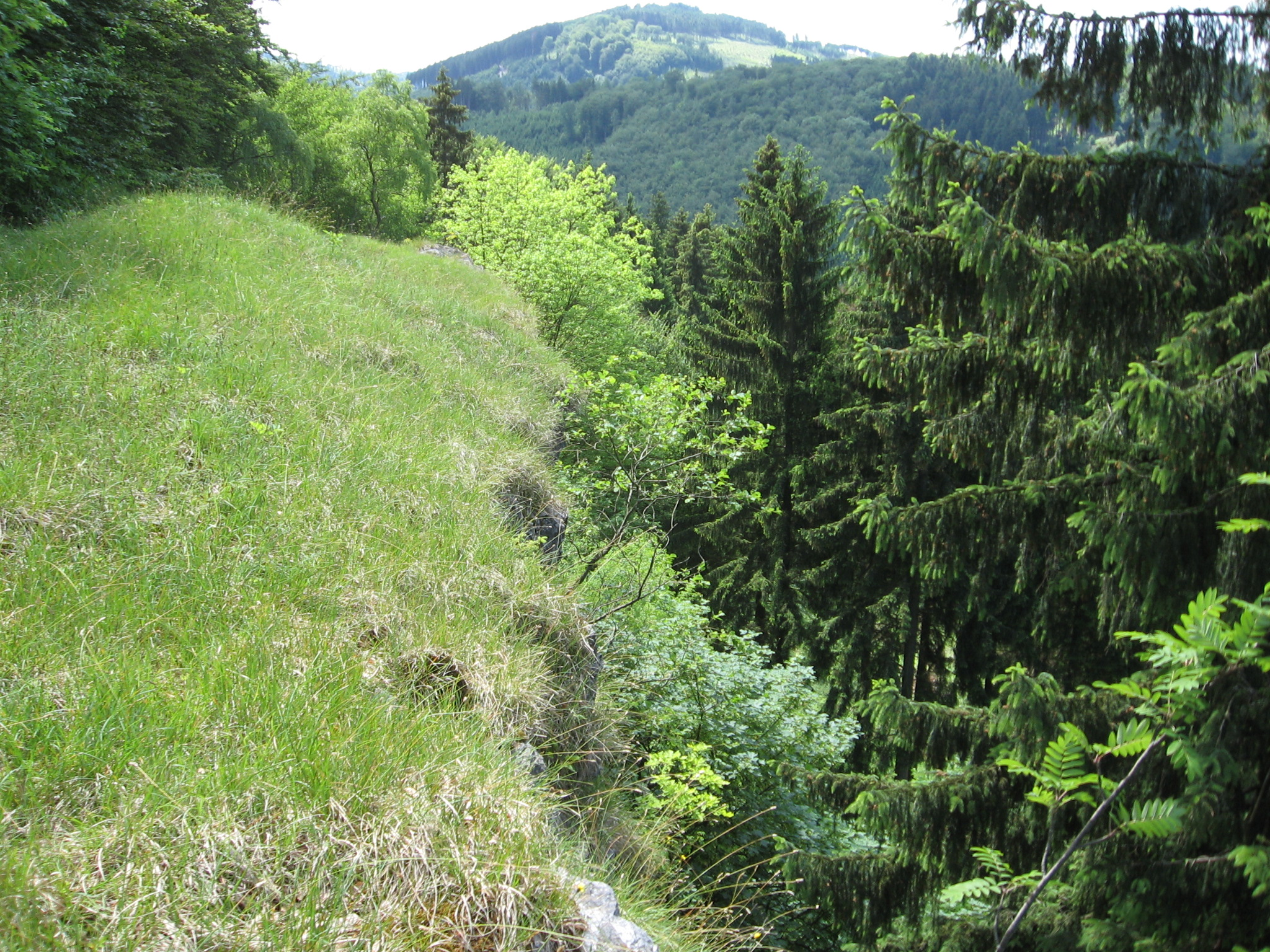
Im Hagen oberhalb der 30 m hohen Felswand, Blick nach Westen ins Landschaftsschutzgebiet Bestwig.

Das Naturschutzgebiet Steinberg / Im Hagen mit einer Größe von 21,92 ha liegt südlich Ostwig im Gemeindegebiet von Bestwig. Das Gebiet wurde 2008 mit dem Landschaftsplan Bestwig durch den Hochsauerlandkreis als Naturschutzgebiet (NSG) ausgewiesen. Das Gebiet stellt seit 2004 eine von zehn Teilflächen des Fauna-Flora-Habitat-Gebietes (FFH) Höhlen und Stollen bei Bestwig und Olsberg (Natura 2000-Nr. DE-4616-304) im Europäischen Schutzgebietssystem nach Natura 2000 dar. Nur der nordöstliche Bereich des NSG gehört nicht zum FFH-Gebiet.

## Gebietsbeschreibung
Beim NSG handelt es sich um zwei bewaldeten Bergrücken, den Steinberg (Bestwig) und Im Hagen (Olsberg). Der Steinberg besteht aus Diabas und Im Hagen aus Kalkstein. Der Wald selbst besteht überwiegend aus Rotbuchen. Im Bereich Hagen gibt es kleinere Felsen und Blockhalden. Im Hagen weist eine 30 m hohe Felswand auf. An den Felsen kommen zahlreiche Moos- und Flechtenarten vor. Am Westhang des Steinbergs befindet sich das Kulturdenkmal Rauchgaskamin auf. Dieser Kamin wurde 1884 von der Zink AG gebaut.

## Pflanzenarten im NSG
Im NSG kommen seltene Pflanzenarten vor. Vom Landesamt für Natur, Umwelt und Verbraucherschutz Nordrhein-Westfalen dokumentierte Moos-, Flechten- und Pflanzenarten im Gebiet: Alpen-Johannisbeere, Berg-Ahorn, Berg-Weidenröschen, Besenheide, Blaugrüne Segge, Bogiges Krummstielmoos, Braune Köpfchenflechte, Braunstieliger Streifenfarn, Breitblättrige Stendelwurz, Cladonia coccifera, Echter Wurmfarn, Echtes Springkraut, Echtes Sternmoos, Efeu, Europäische Eibe, Eichenfarn, Einblütiges Perlgras, Einseitwendiges Kleingabelzahnmoos, Kaktusmoos, Felsen-Klaffmoos, Frauenfarn, Frühlings-Platterbse, Fuchsschwanzmoos, Gekräuseltes Spiralzahnmoos, Gelbfrüchtige Schwefelflechte, Fuchssches Greiskraut,  Gewelltes Plattmoos, Gewöhnliche Krätzeflechte, Gewöhnliche Vogelmiere, Gewöhnlicher Tüpfelfarn, Gewöhnliches Igelhaubenmoos, Glashaar-Widertonmoos, Glattes Neckermoos, Großer Dornfarn, Großes Mausschwanzmoos, Grünspan-Nacktmundmoos, Gezähntes Plattmoos, Kalk-Blaugras, Kletten-Labkraut, Knotige Braunwurz, Neckermoos, Langblättriges Weißgabelzahnmoos, Leberblümchen, Mauer-Drehzahnmoos, Mauerlattich, Mauerraute, Nickendes Pohlmoos, Nördlicher Streifenfarn, Purpurstieliges Hornzahnmoos, Rankender Lerchensporn, Gemeines Kurzbüchsenmoos, Roter Fingerhut, Ruprechtsfarn, Saftiges Plattmoos, Salbei-Gamander, Schmalblättriges Weidenröschen, Pleurozium schreberi, Schuppige Hundsflechte, Schwanenhals-Sternmoos, Schönes Frauenhaarmoos, Schönes Kranzmoos, Seidelbast, Seidenmoos, Sommer-Linde, Sparriges Kranzmoos, Spitzblättriges Schönschnabelmoos, Steifes Doppelzahnmoos, Streifenfarn-Flachmoos, Tamarisken-Thujamoos, Ungleichästiges Zackenmützenmoos, Unterbrochenes Flachblattmoos, Verlängerte Zackenmütze, Verschiedenblättriges Kammkelchmoos, Verschiedenblättriges Schönschnabelmoos,  Vielfrüchtiger Hundszahn, Wald-Bingelkraut, Wald-Erdbeere, Wald-Habichtskraut, Wald-Veilchen, Waldmeister, Weiches Kammmoos, Welliges Sternmoos, Weiße Schwalbenwurz, Magerwiesen-Margerite, Zerbrechlicher Blasenfarn, Zweizähniges Kammkelchmoos, Zypressenschlafmoos.

## Schutzzweck
Das NSG soll das Waldgebiet mit seinem Arteninventar schützen.
Wie bei allen Naturschutzgebieten in Deutschland wurde in der Schutzausweisung darauf hingewiesen, dass das Gebiet „wegen der Seltenheit, besonderen Eigenart und Schönheit des Gebietes“ zum Naturschutzgebiet wurde.